# بانكر هيل
بانكر هيل (بالإنجليزية: Bunker Hill)‏ هو مغني أمريكي، ولد في 5 مايو 1941، وتوفي في 12 مارس 1986.